# المسقف (المخادر)

تعديل مصدري - تعديل

المسقف محلة تابعة لقرية السبل، التابعة لعزلة المعشار بمديرية المخادر إحدى مديريات محافظة إب في الجمهورية اليمنية، بلغ تعداد سكانها 99 حسب تعداد اليمن لعام 2004.